# Mimocagosima
Mimocagosima is een kevergeslacht uit de familie van de boktorren (Cerambycidae). De wetenschappelijke naam van het geslacht werd voor het eerst geldig gepubliceerd in 1968 door Breuning.

## Soorten
Mimocagosima omvat de volgende soorten:
- Mimocagosima humeralis (Gressitt, 1951)
- Mimocagosima ochreipennis Breuning, 1968